# Archeohomaloplia hebashana
Archeohomaloplia hebashana (лат.) — вид пластинчатоусых жуков рода Archeohomaloplia из подсемейства хрущей (Sericini Scarabaeidae). Китай (Юньнань, San Ba, Heba mts.; на высоте 2500 м). Назван по месту обнаружения (Heba Shan Mountains).

## Описание
A. hebashana по внешнему виду очень похож на Archeohomaloplia yunnana; его можно отличить от него по дорсальному отростку фаллобазиса, который сильно загнут назад посередине, образуя острый крючок. Он отличается от Archeohomaloplia abbreviata меньшими размерами и редкими щетинками на переднеспинке, а также тем, что фаллобазальный отросток расположен дорсально, а не латерально. Пластинчатоусые жуки мелкого размера (около 5 мм), имеют чёрное и блестящее тело. Усики состоят из 10 сегментов, включая 3-члениковую булаву.

## Таксономия
Вид был впервые описан в 2011 году немецким энтомологом Дирком Аренсом (Zoologisches Forschungsmuseum Alexander Koenig, Бонн, Германия).